# Xysticus urbensis
Xysticus urbensis là một loài nhện trong họ Thomisidae.
Loài này thuộc chi Xysticus. Xysticus urbensis được George Newbold Lawrence miêu tả năm 1952.